# Цона Пеп (Терамо)
Цона Пеп је насеље у Италији у округу Терамо, региону Абруцо.
Према процени из 2011. у насељу је живело 110 становника. Насеље се налази на надморској висини од 192 м.